# 豊富村 (愛知県丹羽郡)
豊富村（とよとみむら）は、かつて愛知県丹羽郡にあった村。
現在の一宮市東部（千秋町町屋・千秋町小山、千秋町塩尻、千秋町浅野羽根）に該当する。

## 歴史
- 1878年（明治11年） - 羽根村が浅野羽根村に改称する。
- 1889年（明治22年）10月1日 - 町村制により、町屋村、小山村、塩尻村、浅野羽根村が合併し発足。
- 1906年（明治39年）5月1日 - 浮野村、青木村と幼村の一部[1]と合併し、千秋村発足。同日豊富村廃止。

## 教育
- 豊富尋常小学校（現・一宮市立千秋南小学校）